# Teratom
Teratom är den medicinska termen för en groddcellstumör eller tvillingcysta. 
Teratom förekommer både bland män och kvinnor och är ofta godartad, men finns även i en mer odifferentierad elakartad form. I den högdifferentierade godartade formen hittar man ofta vävnader som ben, tänder och brosk, därav namnet; teratom härrör från ordet 'monster' (teras) på grekiska. 
En variant av teratom är struma ovarii, när sköldkörtelvävnad bildar tumörer i äggstockarna. De utgör färre än 5 % av samtliga fall godartade teratom. Dermoidcysta består ofta av hår. Fetus in fetu kan också betraktas som ett teratom.